# Questo pazzo, pazzo bosco
Questo pazzo, pazzo bosco (The Woods Are Full of Cuckoos) è un film del 1937 diretto da Frank Tashlin. È un cortometraggio d'animazione della serie Merrie Melodies, uscito negli Stati Uniti il 4 dicembre 1937. È il seguito di Ballando fra le stelle, uscito l'anno precedente.

## Trama
In un bosco popolato di animali che sono caricature di attori e celebrità dello spettacolo statunitensi, Gufocott (Alexander Woollcott) introduce la parodia di uno show radiofonico. Il maestro di cerimonie è Ben Birdie (Ben Bernie), che litiga con Walter Finchell (Walter Winchell). Milton Scoiattolo (Milton Berle) introduce Wendell Howl (Wendell Hall) e un pubblico che cerca di capire a quale pagina andare nei loro libri di canzoni, finché non li tirano addosso a Wendell. Poi, Billy Goat ed Ernie Bear (Billy Jones ed Ernie Hare) e tutti gli altri cantano "The Woods Are Full of Cuckoos", che viene eseguita anche da un gran numero di caricature di personaggi famosi. Dopo alcuni brevi apparizioni di altre caricature, Tizzie Fish (Tizzie Lish, un personaggio del programma radiofonico di Al Pearce) espone una fantasiosa ricetta per delle cialde dietetiche. Quindi Louella Possums (Louella Parsons) presenta la scena di un film interpretato da Jack Bunny (Jack Benny), Canary Livingstone (Mary Livingstone) e Andy Bovine (Andy Devine, un personaggio fisso del programma radiofonico di Benny). Infine Gufocott conclude lo spettacolo augurando la buonanotte al pubblico.

## Distribuzione

### Edizione italiana
L'edizione italiana del film fu trasmessa direttamente in televisione nei primi anni 2000. Il doppiaggio fu eseguito dalla Time Out Cin.ca e diretto da Massimo Giuliani su dialoghi di Raffaella Pepitoni. Non essendo stata registrata una colonna internazionale, fu sostituita la musica presente durante i dialoghi.

### Edizioni home video

#### Laserdisc
- The Golden Age of Looney Tunes Vol. 4 (14 luglio 1993)

#### DVD
Il corto fu pubblicato in DVD-Video in America del Nord nel secondo disco della raccolta Looney Tunes Golden Collection: Volume 3 (intitolato Hollywood Caricatures and Parodies) distribuita il 25 ottobre 2005.